# Isabella von Bourbon-Parma

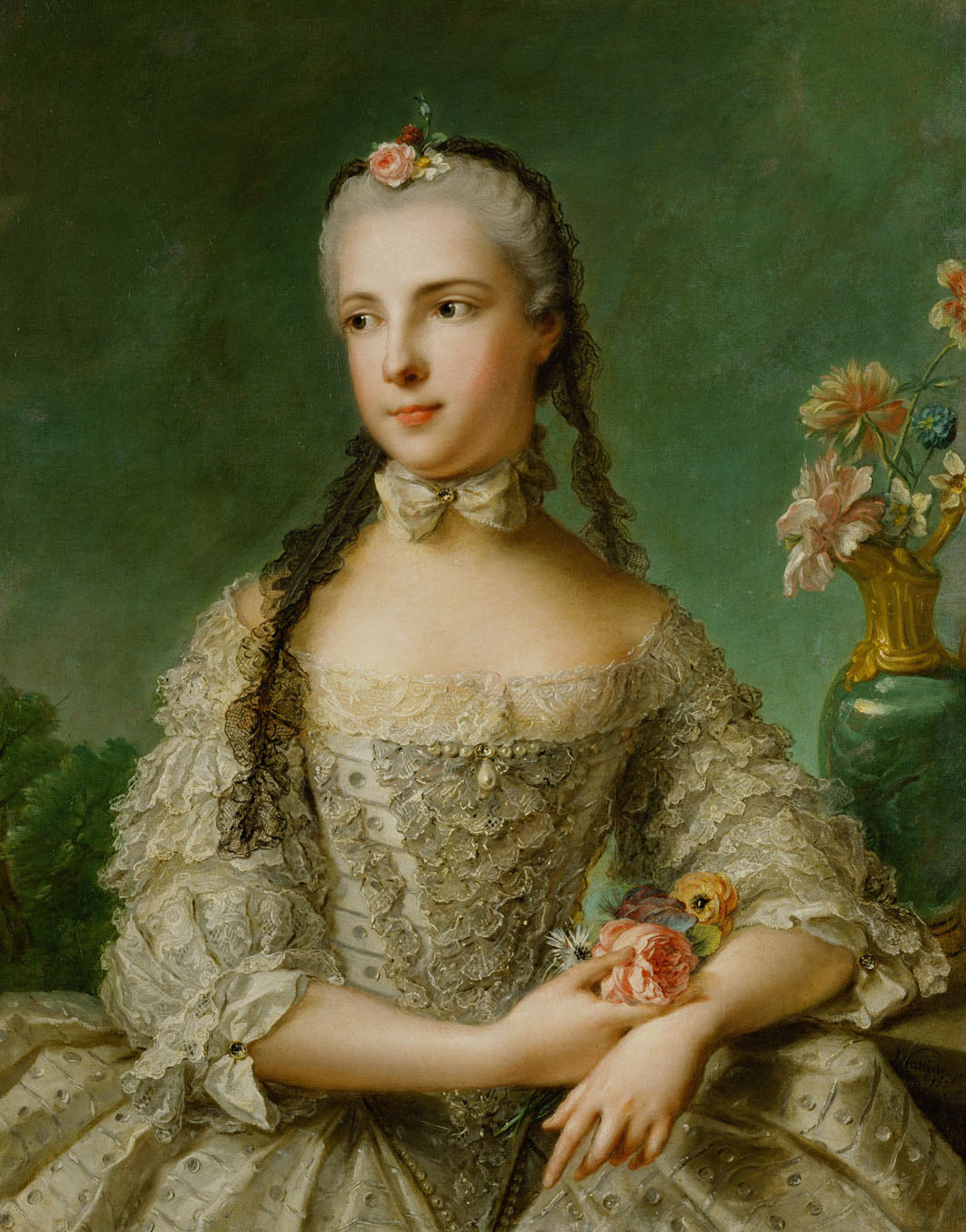
Isabella von Bourbon-Parma, Erzherzogin von Österreich

Isabella von Bourbon-Parma (* 31. Dezember 1741 in Buen Retiro bei Madrid; † 27. November 1763 in Wien) war Infantin von Spanien, Prinzessin von Bourbon-Parma, verheiratete Erzherzogin von Österreich, Kronprinzessin von Böhmen und Ungarn.
Isabella von Parma war eine für ihre Zeit ungewöhnlich aufgeklärte und gebildete Frau mit radikaleren Ideen und Idealen als manch ein Anderer. Sie verfasste insgesamt neunzehn Werke, von welchen nicht alle vollendet wurden, die sich mit den verschiedensten Thematiken befassen; Philosophie, Politik, Religion, Ethik, Diplomatie, Militärtheorie und -strategie, Welthandel, Heiratspolitik, Bildung und Erziehung, Kultur und die Position der Frau in der Gesellschaft. Auch argumentierte sie für die intellektuelle Gleichberechtigung von Frauen. Keine ihrer Schriften, welche sie außerdem geheim hielt, wurden während ihrer Lebenszeit veröffentlicht, wobei ihre Méditations chrétiennes („Christliche Meditationen“) im Jahr 1764 veröffentlicht wurden, also ein Jahr nach ihrem Tod. Über die Jahre wurden einige von ihren Werken und Korrespondenzen von verschiedenen Biografen veröffentlicht.

## Leben

### Kindheit
Isabella Maria Luisa Antonietta Ferdinanda Giuseppina Saveria Dominica Giovanna von Bourbon-Parma wurde am 31. Dezember 1741 in Buen Retiro bei Madrid als erstes Kind des spanischen Infanten Philipp, des späteren Herzogs Philipp von Bourbon-Parma, und dessen Frau Louise Elisabeth von Frankreich (Louise Isabelle von Frankreich) geboren.

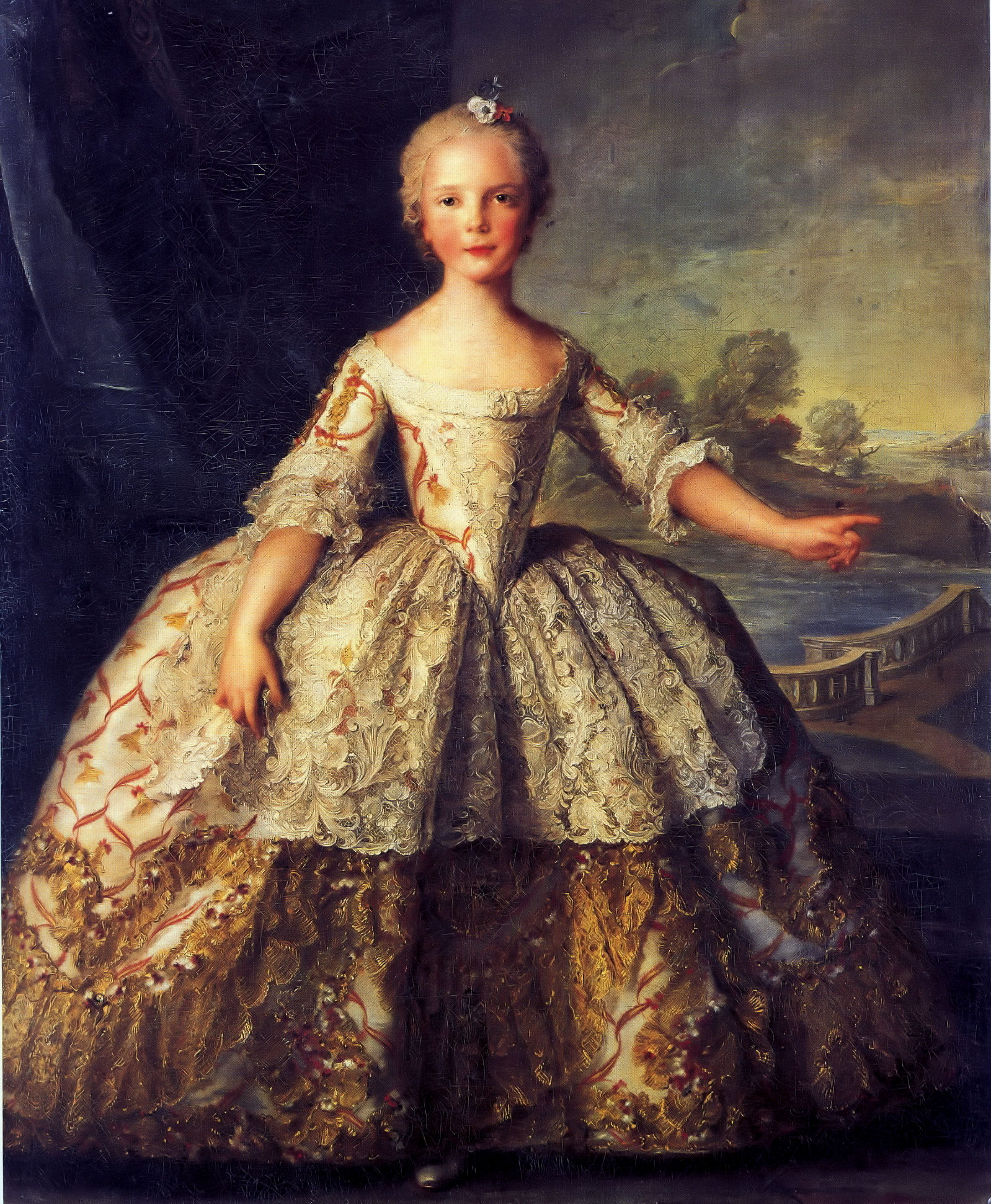
Isabella von Bourbon-Parma als Kind

Isabellas Mutter Louise Elisabeth von Frankreich, die älteste Tochter von König Ludwig XV., war bereits im Alter von zwölf Jahren aus rein dynastischen Gründen mit dem spanischen Infanten Philipp, dem späteren Herzog von Bourbon-Parma, verheiratet worden. Sie kam also noch als Kind an den spanischen Hof, an dem überdies auch noch das strenge spanische Hofzeremoniell praktiziert wurde, und fühlte sich dort nie wohl. Louise Elisabeth sah sich als Marionette, die sich den Befehlen des Königs zu unterwerfen hatte. Zu ihrem Ehemann Philipp, der sich bald lieber bei Soldaten aufhielt als bei seiner vermutlich auf Grund eines ererbten Drüsenleidens rasch fettleibig gewordenen Gemahlin, entwickelte sie keine Gefühle. Später gestand sie sogar einmal, sie erstarre jedes Mal zu Eis, wenn sie in seinen Armen liege. Dass sie lieber mit Puppen spielte, als mit ihrem Gemahl das Ehebett zu teilen, war unübersehbar. Der spanische Hof nahm darauf aber keine Rücksicht. Louise hatte ihre Pflichten zu erfüllen, und die bestanden in erster Linie darin, für Nachwuchs zu sorgen. Tatsächlich brachte sie am 31. Dezember 1741 im Palast Buen Retiro in Madrid ihr erstes Kind zur Welt, Isabella. Zu diesem Zeitpunkt war sie erst 14 Jahre alt. Erst im Jahre 1751 schenkte die Herzogin von Parma wieder zwei Kindern, dem späteren Herzog Ferdinand von Bourbon-Parma und der späteren Königin Marie Luise von Spanien, das Leben.
Selbst noch ein Kind, entwickelte Louise Elisabeth zu ihrer kleinen Tochter ein besonders inniges Verhältnis. Isabella wurde in den ersten sieben Jahren ihres Lebens, die sie am spanischen Hof verbrachte, allerdings auch immer wieder damit konfrontiert, dass sich ihre Eltern so gut wie überhaupt nicht verstanden und für ihre Mutter die Erfüllung ihrer ehelichen Pflichten eine lästige, ja nahezu unerträgliche Last bedeutete. Daran änderte sich auch nichts, als Philipp zum Herzog von Parma ernannt wurde und die Familie in sein neues Herrschaftsgebiet übersiedelte.

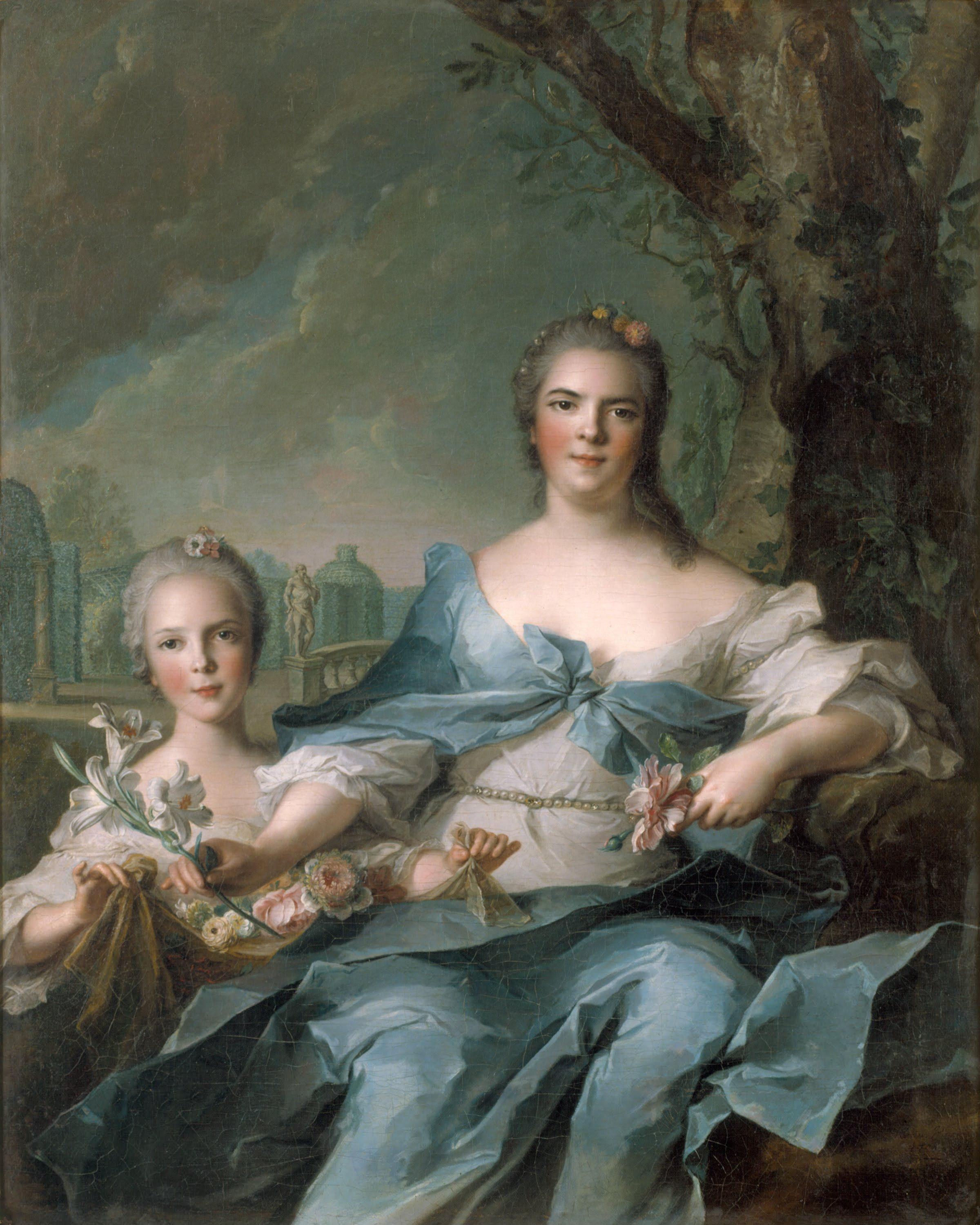
Isabella mit ihrer Mutter Louise Élisabeth 1748 von Jean-Marc Nattier, Öl auf Leinwand

Die zwischen ihren Eltern herrschende Kälte und Abneigung mögen Isabella geprägt haben. Sie führte aber auch dazu, dass sich zwischen Mutter und Tochter, die zehn Jahre lang ein Einzelkind blieb, ein besonders enges Verhältnis entwickelte. Umso verwunderlicher ist es, dass Louise Elisabeth bereits im Jahre 1750, also zu einem Zeitpunkt, zu dem Isabella erst neun Jahre alt war, Überlegungen über eine Verbindung ihrer Tochter mit dem Sohn Maria Theresias anstellte.
Am Hof von Parma genoss Isabella eine umfassende Bildung. Sie war sehr musikalisch, erhielt Violin-Unterricht und brachte es auf diesem Instrument schon früh zu Perfektion. Wissbegierig und vielfach interessiert las sie die Schriften italienischer und französischer Philosophen, zeigte Verständnis für Mathematik und militärische Dinge, zeichnete und malte und begann bald auch selbst zu schreiben. Schon in früher Jugend zeigte sich bei der zu einer großen Schönheit heranwachsenden Isabella aber auch ein Hang zu Schwermut und Melancholie. Immer wieder äußerte sie den Wunsch, ins Kloster zu gehen.
Die Politik aber hatte andere Pläne mit Isabella. Im August 1759 wandten sich Maria Theresia und Franz I. Stephan von Lothringen in aller Form mit der Bitte an König Ludwig XV., er möge beim Herzogpaar von Parma um die Hand seiner Enkelin für ihren ältesten Sohn werben. Ihr Ansuchen war von Erfolg gekrönt. Bald liefen an den Höfen in Versailles, Parma und Wien die Vorbereitungen zu der »Jahrhundertverbindung« eines Habsburgers mit einer Bourbonin an. Die Stimmung war umso euphorischer, als es gerade zu jener Zeit Maria Theresias Feldherrn Gideon Ernst von Laudon gelungen war, mit den vereinten österreichischen und russischen Kräften Siege über die Preußen zu erringen. Es wurde noch eifrig an den Details für die Hochzeit gefeilt, die Louise Elisabeth als ihr Lebenswerk betrachtete, da erkrankte diese plötzlich im Dezember 1759 an den Blattern und starb innerhalb weniger Tage.

### Hochzeit mit Joseph

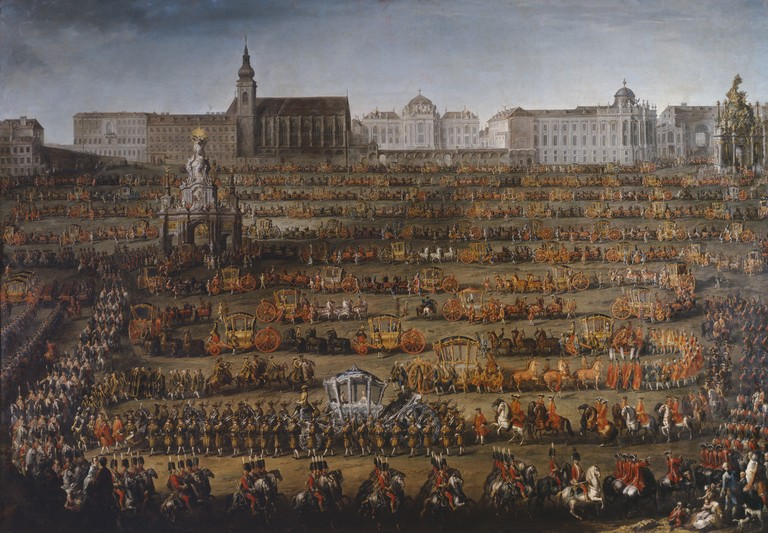
Der feierliche Einzug von Isabella von Parma in Wien zur Hochzeit mit Joseph

Die zur Schau gestellte Pracht der Hochzeitsfeierlichkeiten sollte das Elend des Siebenjährigen Krieges vergessen machen und vor der europäischen Öffentlichkeit den Eindruck der Unerschöpflichkeit der Ressourcen der Monarchie erzeugen. Die Politik hatte aber auch ein gewichtiges Wort bei der Wahl der Braut mitzureden gehabt. Dass das Los auf die aus einer italienischen Seitenlinie der französischen Bourbonen stammende Isabella von Parma fiel, hatte das „renversement des alliances“, den Wechsel in der habsburgischen Bündnispolitik hin zu Frankreich, zum Hintergrund. Das neue Bündnis mit dem alten ‚Erzfeind‘ sollte durch wechselseitige Heiraten zwischen den Dynastien verstärkt werden.

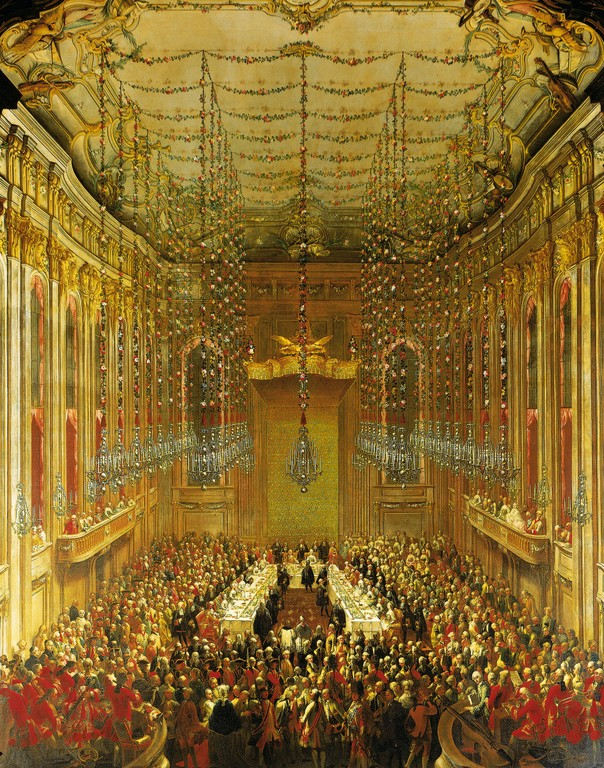
Die Hoftafel im Redoutensaal anlässlich der Hochzeit von Joseph II. mit Isabella von Bourbon-Parma nach 1760 von Martin van Meytens

Nun entfaltete sich der übliche zeremonielle Ablauf einer dynastischen Hochzeit. In der Person des Fürsten Joseph Wenzel von Liechtenstein wurde ein hochrangiger (und finanzstarker) Brautwerber nach Parma gesandt, um die Braut heimzuholen, denn dies war ein prestigeträchtiger, aber auch sehr kostspieliger Ehrendienst.
Zuerst wurde die Trauung per procurationem am 5. September 1760 in der Kathedrale von Padua vollzogen. Die eigentliche Hochzeit mit Joseph II. von Österreich fand am 6. Oktober 1760 in Wien statt. Feierlich zog die Braut in die Stadt ein. Ein beeindruckender Zug von über 90 Kutschen schleppte sich durch die engen Gassen der Altstadt, vorbei an aus Holz und Gips gefertigten Triumphpforten, die die Braut und das Haus Habsburg allegorisch verherrlichten. Der im Bild dargestellte weiträumige Platz existierte nicht, die Maler hatten nur die Häuser ausgelassen, um den Blick auf die Adelskutschen freizugeben. Der eigentlichen Hochzeitszeremonie in der Hofkirche bei den Augustinern folgte ein öffentliches Schauessen in der Hofburg. An der Tafel nahmen nur Mitglieder der kaiserlichen Familie Platz. In der Mitte saß das regierende Kaiserpaar Maria Theresia und Franz I. Stephan, links und rechts erkennt man das Brautpaar. Das Tafelgeschirr aus massivem Gold war zugleich das Hochzeitsgeschenk an die Braut. Die Speisen wurden von Mitgliedern des Hochadels im schwarzseidenen Spanischen Mantelkleid serviert, die hier ihre Ehrenämter als Mundschenken und Truchsessen ausführten, wobei der zeremonielle Ablauf bis hin zur Anzahl der Verbeugungen einer strengen Choreografie folgte.
Auch die folgenden Tage waren von Festlichkeiten geprägt, wobei die Darstellung einer musikalischen Serenade ein besonderes Detail aufzuweisen hat: In der Menge der Zuschauer erkennt man den kleinen Wolfgang Amadeus Mozart.
Zu sehen ist diese Bilderserie im Zeremoniensaal im Schloss Schönbrunn.

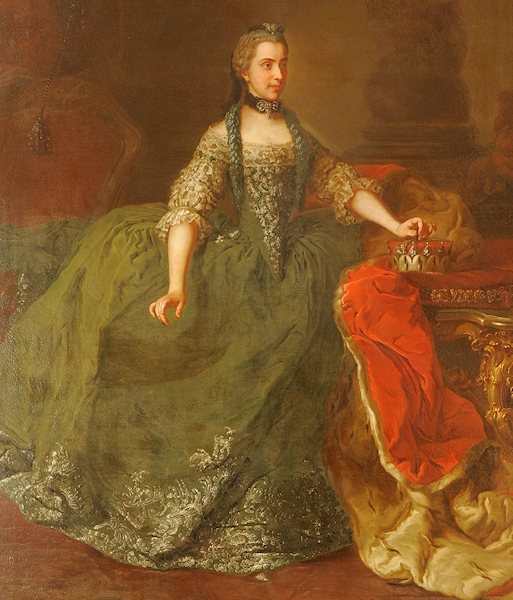
Erzherzogin Isabella, etwa 1770 von Martin van Meytens

### Leben am Wiener Hof
Die so pompös und prachtvoll begonnene Ehe zwischen Joseph und Isabella entwickelte sich bald höchst merkwürdig. Der junge Thronfolger betete seine aparte und geistreiche Frau regelrecht an. Er bewunderte und verehrte sie und erlebte mit ihr stimmungsvolle, romantische Abende. Er sah in ihr auch seine engste Vertraute und Freundin, lebte in der Gewissheit, mit ihr eine Zeit inniger Zweisamkeit und schönster Harmonie zu verbringen und entdeckte immer neue Vorzüge an ihr. Was in der komplizierten Gefühlswelt seiner schönen Frau vorging, die wie später auch die unglückliche Sisi die Zwänge des Zeremoniells und des Hoflebens zutiefst verabscheute, blieb ihm verborgen. Er fragte auch nicht nach. Schließlich hatte er immer nur gelernt, sich mit sich selbst zu beschäftigen. Als bereits sieben Monate vergangen waren und keine Anzeichen auf baldigen Nachwuchs des Paares hinwiesen, unternahmen Joseph und Isabella Ende Mai 1761 eine Wallfahrt nach Mariazell. Man reiste in bescheidenem Rahmen und betete wie 25 Jahre zuvor Maria Theresia und Franz Stephan andächtig vor dem Gnadenaltar der Magna Mater Austriae. Die Mühen der Pilgerfahrt lohnten sich. Im Frühherbst 1761 durfte sich der Wiener Hof, der sich natürlich nichts sehnlicher wünschte als einen männlichen Thronfolger, darüber freuen, dass Isabella guter Hoffnung war. Die werdende Mutter selbst erlebte in den folgenden Monaten schwere Zeiten. Sie litt unter Stimmungsschwankungen und Unpässlichkeiten, war oft nahezu unansprechbar und geriet
aus dem seelischen Gleichgewicht.

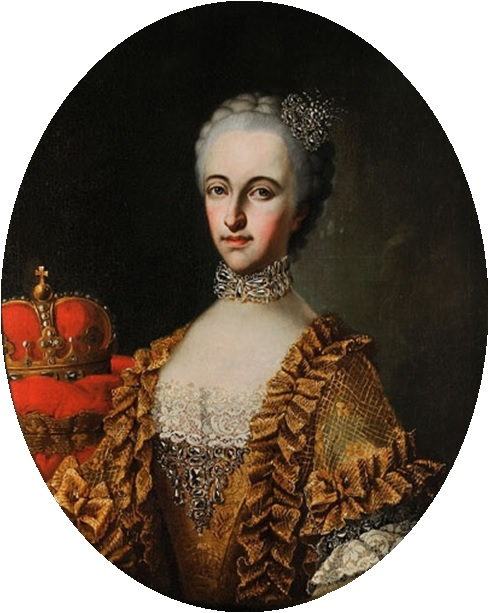
Prinzessin Maria Josepha v. Bayern, zweite Gemahlin Josephs II. vom Hofmaler Martin van Meytens

Als am 19. März 1762 die Wehen einsetzten, versammelte sich der gesamte Hochadel in der Hofburg, das schrieb das Hofzeremoniell vor. Gerard van Swieten, der aus Leiden stammende Leibarzt Maria Theresias, hatte allerdings mit der bisher praktizierten Gewohnheit aufgeräumt, dass sich Scharen von Menschen im Zimmer der Gebärenden drängten. Die Herren hatten sich in die Ratsstube zu verfügen und die Damen in das Spiegelzimmer. Bei Isabella hielten sich außer dem über alle Maßen nervösen Joseph nur van Swieten selbst auf und die Hebamme. Das änderte nichts an der Tatsache, dass die Geburt überaus dramatisch verlief. Die heftigen Wehen hielten den ganzen Tag und die ganze Nacht an. Schließlich erreichten sie ein derart qualvolles und bedrohliches Ausmaß, dass die kaiserliche Familie in mehreren Kirchen Wiens das Allerheiligste aussetzen und um eine glückliche Entbindung beten ließ. Das Kaiserpaar selbst lag in der Hofkapelle auf den Knien und betete Rosenkranz um Rosenkranz.
Isabella schenkte am 20. März 1762 gegen sieben Uhr abends einem gesunden Mädchen das Leben. Es wurde, nach Familien-Idylle, dargestellt in einem Aquarell Marie Christines: Neben der Wöchnerin Isabella Joseph im Morgenrock, im Vordergrund das Neugeborene mit seiner Amme und dahinter Marie Christine selbst.

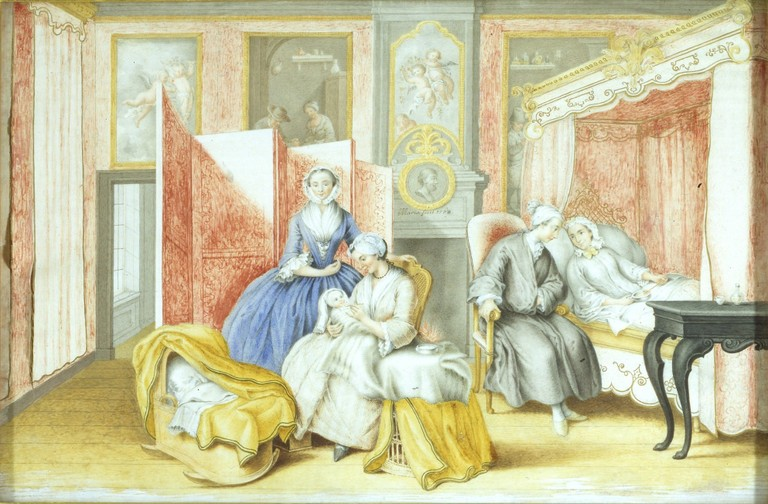
Joseph II. am Wochenbett Isabellas von Parma

Tatsache war, dass Joseph seine Isabella abgöttisch liebte. Tatsache war aber auch, dass er bei seiner angebeteten »Tia-Tia« kaum Gegenliebe fand. Isabella empfand für ihn Gleichgültigkeit,
sie fand sich von seinen unbeholfenen Liebesbezeugungen möglicherweise sogar abgestoßen. Anmerken ließ sie sich das aber nie. Und mehr noch, es gelang ihr das Kunststück, Joseph das
Gefühl zu geben, dass er von ihr geliebt werde und sie das Zusammensein mit ihm als reinstes Glück empfinde. Dass Isabella in ihrer Rolle als Ehefrau des Thronfolgers zutiefst unglücklich war, steht dennoch außer Zweifel. Verliebt war sie aber trotzdem. Allerdings nicht in ihren Gemahl, sondern in dessen Schwester Marie Christine.
Isabella und Marie Christine verband nicht nur das Interesse für Musik und Kunst, sondern auch eine starke gegenseitige Zuneigung. Die beiden jungen Frauen schrieben sich täglich seitenlange Briefe, in denen sie ihre Gefühle füreinander offenbarten und sich ihrer gegenseitigen Liebe versicherten. Während die Briefe Marie Christines einen fröhlichen Charakter widerspiegeln, mischten sich in den Inhalt von Isabellas Briefen neben Floskeln der Zuneigung an die Freundin zunehmend vermehrt Todesgedanken und Todesahnungen. Es sind nur die Briefe von Isabella erhalten, da die andere Hälfte des Briefwechsels kurz nach ihrem Tod konfisziert wurde.

### Krankheit und Tod
Im August 1762 und im Januar 1763 erlitt Isabella jeweils eine Fehlgeburt, die ihre psychischen Leiden noch verschlimmerten. Nach dem Tod ihrer jungen Schwägerin Erzherzogin Johanna Gabriela versank sie immer mehr in Todesgedanken und Sehnsucht nach dem Tod.

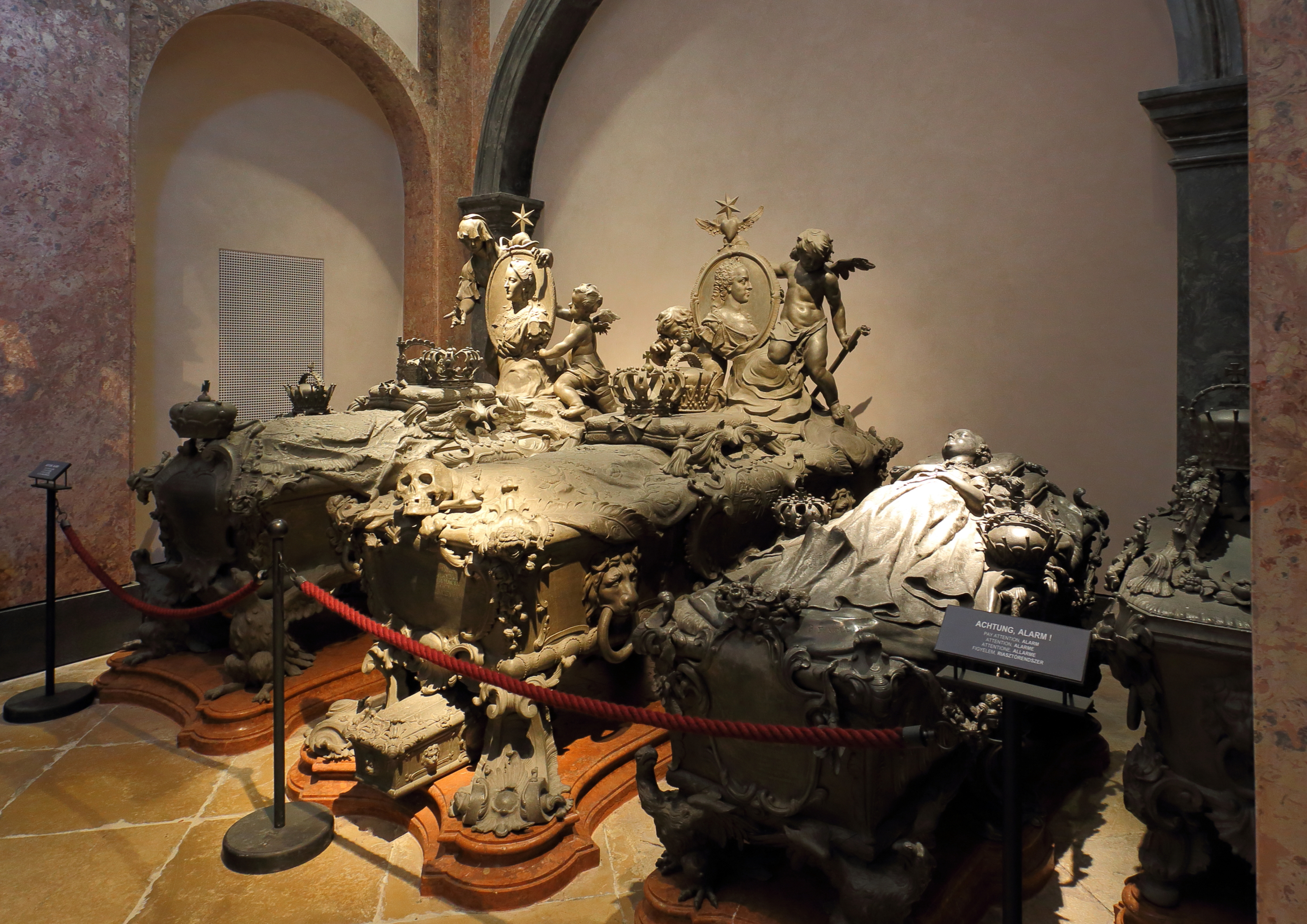
In der Bildmitte der Sarkophag von Isabella von Bourbon-Parma in der Kapuzinergruft. Unter diesem, der von ihrer Tochter Christine

1763 erkrankte die erneut schwangere Isabella an den Pocken und brachte am 22. November 1763 nach sechs Monaten Schwangerschaft ein Mädchen auf die Welt, das auf den Namen Christine getauft wurde, aber bereits wenige Stunden nach der Geburt verstarb. Eine Woche später verstarb auch Isabella. Ihre letzten Worte, die sie an ihren Gatten richtete, waren:

„Grâce à Dieu! Mein ganzer Körper brennt, denn ich habe mit dem ganzen Körper gesündigt. Das Nessushemd der Sünde, cher ami!“

## Vorfahren
|  |                                                      |  |  |  |  |  |  |  |  |  |  |  |  |
|  | Ludwig, Dauphin von Frankreich (1661–1711)           |  |  |  |  |  |  |  |  |  |  |  |  |
|  |                                                      |  |  |  |  |  |  |  |  |  |  |  |  |
|  |                                                      |  |  |  |  |  |  |  |  |  |  |  |  |
|  | Philipp V. König von Spanien (1683–1746)             |  |  |  |  |  |  |  |  |  |  |  |  |
|  |                                                      |  |  |  |  |  |  |  |  |  |  |  |  |
|  |                                                      |  |  |  |  |  |  |  |  |  |  |  |  |
|  | Maria Anna von Bayern (1660–1690)                    |  |  |  |  |  |  |  |  |  |  |  |  |
|  |                                                      |  |  |  |  |  |  |  |  |  |  |  |  |
|  |                                                      |  |  |  |  |  |  |  |  |  |  |  |  |
|  | Philipp Herzog von Parma (1720–1765)                 |  |  |  |  |  |  |  |  |  |  |  |  |
|  |                                                      |  |  |  |  |  |  |  |  |  |  |  |  |
|  |                                                      |  |  |  |  |  |  |  |  |  |  |  |  |
|  | Odoardo II. Farnese (1666–1693)                      |  |  |  |  |  |  |  |  |  |  |  |  |
|  |                                                      |  |  |  |  |  |  |  |  |  |  |  |  |
|  |                                                      |  |  |  |  |  |  |  |  |  |  |  |  |
|  | Elisabetta Farnese (1692–1766)                       |  |  |  |  |  |  |  |  |  |  |  |  |
|  |                                                      |  |  |  |  |  |  |  |  |  |  |  |  |
|  |                                                      |  |  |  |  |  |  |  |  |  |  |  |  |
|  | Dorothea Sophie von der Pfalz (1670–1748)            |  |  |  |  |  |  |  |  |  |  |  |  |
|  |                                                      |  |  |  |  |  |  |  |  |  |  |  |  |
|  |                                                      |  |  |  |  |  |  |  |  |  |  |  |  |
|  | Isabella von Bourbon-Parma                           |  |  |  |  |  |  |  |  |  |  |  |  |
|  |                                                      |  |  |  |  |  |  |  |  |  |  |  |  |
|  |                                                      |  |  |  |  |  |  |  |  |  |  |  |  |
|  | Ludwig Herzog von Burgund (1682–1712)                |  |  |  |  |  |  |  |  |  |  |  |  |
|  |                                                      |  |  |  |  |  |  |  |  |  |  |  |  |
|  |                                                      |  |  |  |  |  |  |  |  |  |  |  |  |
|  | Ludwig XV. König von Frankreich (1710–1774)          |  |  |  |  |  |  |  |  |  |  |  |  |
|  |                                                      |  |  |  |  |  |  |  |  |  |  |  |  |
|  |                                                      |  |  |  |  |  |  |  |  |  |  |  |  |
|  | Maria Adelaide von Savoyen (1685–1712)               |  |  |  |  |  |  |  |  |  |  |  |  |
|  |                                                      |  |  |  |  |  |  |  |  |  |  |  |  |
|  |                                                      |  |  |  |  |  |  |  |  |  |  |  |  |
|  | Marie Louise Élisabeth de Bourbon (1727–1759)        |  |  |  |  |  |  |  |  |  |  |  |  |
|  |                                                      |  |  |  |  |  |  |  |  |  |  |  |  |
|  |                                                      |  |  |  |  |  |  |  |  |  |  |  |  |
|  | Stanislaus I. Leszczyński (1677–1766)                |  |  |  |  |  |  |  |  |  |  |  |  |
|  |                                                      |  |  |  |  |  |  |  |  |  |  |  |  |
|  |                                                      |  |  |  |  |  |  |  |  |  |  |  |  |
|  | Maria Leszczyńska Königin von Frankreich (1703–1768) |  |  |  |  |  |  |  |  |  |  |  |  |
|  |                                                      |  |  |  |  |  |  |  |  |  |  |  |  |
|  |                                                      |  |  |  |  |  |  |  |  |  |  |  |  |
|  | Katharina Opalińska (1680–1747)                      |  |  |  |  |  |  |  |  |  |  |  |  |
|  |                                                      |  |  |  |  |  |  |  |  |  |  |  |  |
|  |                                                      |  |  |  |  |  |  |  |  |  |  |  |  |

## Nachkommen
1. Maria Theresia, Erzherzogin von Österreich (* 20. März 1762 in Wien; † 23. Jänner 1770 in Wien)
2. Fehlgeburt  (*/† August 1762)
3. Fehlgeburt (*/† Januar 1763)
4. Christine, Erzherzogin von Österreich (*/† 22. November 1763 in Wien)